# Philipp Zulechner
Philipp Zulechner (* 12. April 1990 in Wien) ist ein österreichischer Fußballspieler.

## Karriere

### Verein

#### Über Wien in die Salzburger Akademie
Zulechner begann seine Karriere beim Floridsdorfer AC. 1998 kam er in die Jugend des FK Austria Wien. Zur Saison 2005/06 wechselte er in die Akademie des VfB Admira Wacker Mödling. Nach zwei Saisonen in Niederösterreich wechselte er 2007 in die Akademie des FC Red Bull Salzburg. Im Juli 2008 debütierte er für die Zweitmannschaft der Salzburger in der zweiten Liga, als er am dritten Spieltag der Saison 2008/09 gegen den SC Austria Lustenau in der 65. Minute für Marko Vujić eingewechselt wurde. Im März 2009 stand er am 20. Spieltag gegen den 1. FC Vöcklabruck erstmals in der Startelf. In seiner ersten Saison bei den Red Bull Juniors absolvierte er 15 Spiele in der zweithöchsten Spielklasse, in denen er ohne Torerfolg blieb.
Im Mai 2010 erzielte er bei einem 2:0-Sieg gegen den FC Lustenau 07 sein erstes Tor in der zweiten Liga. In der Saison 2009/10 kam er zu 13 Zweitligaeinsätzen, in denen er ein Tor erzielte. Nachdem die Red Bull Juniors zu Saisonende zwangsweise aus der zweiten Spielklasse absteigen mussten, wechselte Zulechner zur Saison 2010/11 zum Zweitligaaufsteiger SV Grödig.

#### Über die Regionalliga zurück in die zweite Liga

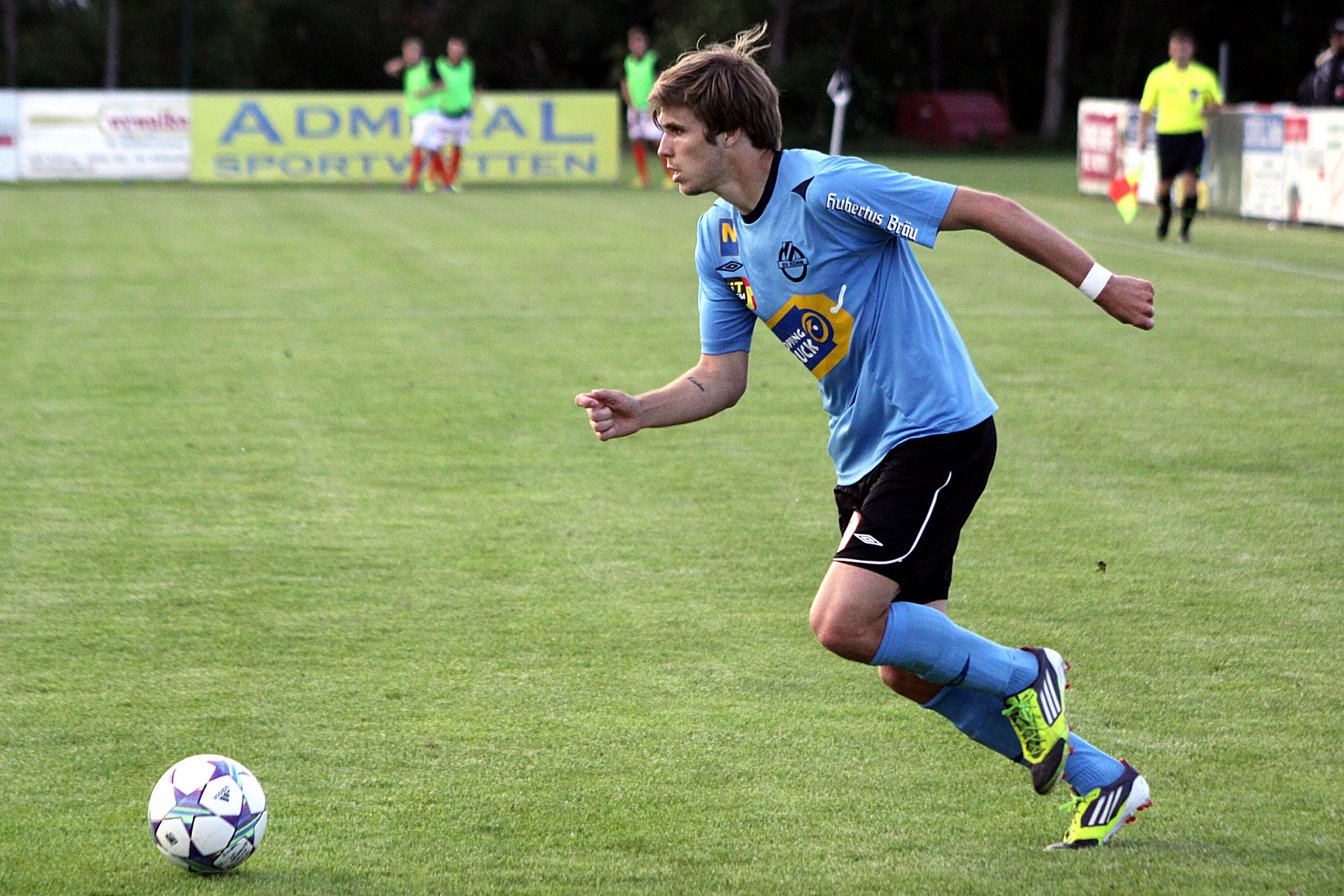
Zulechner in einem Regionalligaspiel des SV Horn (2012)

Nach elf torlosen Einsätzen für die Grödiger wurde er in der Winterpause jener Saison an den Regionalligisten SV Horn verliehen. Für Horn kam er bis Saisonende zu 15 Regionalligaeinsätzen, in denen er vier Tore erzielte. Zu Saisonende wurde er mit Horn Vizemeister der Regionalliga Ost. Nach dem Ende der Leihe wurde er zur Saison 2011/12 fest von den Niederösterreichern verpflichtet. In der Saison 2011/12 absolvierte er 27 Spiele in der Regionalliga, in denen er 15 Tore erzielte und war somit bester Torschütze seiner Mannschaft. Zudem wurde er mit Horn zu Saisonende Meister der Ostliga und konnte sich somit für die Aufstiegsrelegation qualifizieren. In dieser konnte man in beiden Spielen den Westliga-Meister WSG Wattens besiegen und in die zweite Liga aufsteigen. Zulechner erzielte beim 4:0-Sieg im Rückspiel ein Tor. In der Saison nach dem Aufstieg kam er 2012/13 zu 31 Einsätzen, in denen er elf Tore erzielte.

#### Rückkehr nach Grödig und erster Auslandstransfer
Zur Saison 2013/14 kehrte Zulechner zum inzwischen in die Bundesliga aufgestiegenen SV Grödig zurück. Im Juli 2013 debütierte er in der höchsten österreichischen Spielklasse, als er am ersten Spieltag der Saison 2013/14 gegen die SV Ried in der 80. Minute für Stefan Nutz eingewechselt wurde. Am darauffolgenden Spieltag erzielte er gegen den SK Sturm Graz nach seiner Einwechslung in der 78. Minute seine ersten beiden Tore in der Bundesliga und sogleich die Treffer zum 2:0-Endstand. Bis zur Winterpause kam Zulechner in 20 Bundesligaspielen zum Einsatz und erzielte dabei 15 Tore für Grödig.
Daraufhin wechselte er im Jänner 2014 nach Deutschland zum Bundesligisten SC Freiburg. Im Februar 2014 debütierte er für Freiburg in der Bundesliga, als er am 22. Spieltag gegen den FC Augsburg in der 87. Minute für Vladimír Darida eingewechselt wurde. Im Mai 2014 erzielte er am 34. Spieltag bei einer 3:2-Niederlage gegen Hannover 96 sein einziges Tor für Freiburg in der höchsten deutschen Spielklasse.

#### Als Leihspieler zurück nach Österreich
Nachdem er in der Hinrunde der Saison 2014/15 nur zu zwei Einsätzen für die Freiburger gekommen war, kehrte er im Jänner 2015 leihweise nach Österreich zurück und wechselte zu seinem Jugendklub Austria Wien, welcher sich auch eine Kaufoption sicherte. Für die Wiener absolvierte er bis Saisonende zehn Spiele in der Bundesliga und erzielte dabei zwei Tore. Die Austria zog die Kaufoption zwar nicht, allerdings wurde der Leihvertrag im Juni 2015 um eine Saison verlängert. Daraufhin absolvierte er bis zur Winterpause der Saison 2015/16 13 Spiele in der Bundesliga, in denen er ohne Torerfolg blieb.

#### Über die Schweiz erneut zurück nach Österreich
In der Winterpause der Saison 2015/16 wurde er trotz laufenden Vertrages bei der Austria in die Schweiz an den BSC Young Boys weiterverliehen, welche sich wie bereits die Austria eine Kaufoption sicherten. Im März 2016 debütierte er für den Hauptstadtklub in der Super League, als er am 23. Spieltag gegen den FC Luzern in der 81. Minute für Yoric Ravet eingewechselt wurde. Bis Saisonende kam er zu acht Einsätzen in der höchsten Schweizer Spielklasse und blieb dabei ohne Treffer. Die Berner zogen die Kaufoption nicht und so kehrte er zunächst zu Freiburg zurück.
Im August 2016 wechselte er zurück nach Österreich zum SK Sturm Graz, bei dem er einen bis Juni 2018 gültigen Vertrag erhielt. In seiner ersten Saison für Sturm kam er zu 15 Ligaeinsätzen, in denen er zwei Tore erzielte. In seiner zweiten Saison bei den Grazern absolvierte er 18 Spiele in der Bundesliga und erzielte dabei drei Tore. Bei den Grazern war er jedoch in der Rückrunde jener Saison zu keinen Einsätzen mehr gekommen, da er sich im Jänner 2018 mit Staphylokokken infiziert hatte und dadurch mehrere Monate pausieren musste. Nach dem Auslaufen seines Vertrages nach der Saison 2017/18 verließ er Sturm.

#### Ein zweites Mal nach Deutschland
Nachdem er beim FC Admira Wacker Mödling und beim SKU Amstetten versuchte fit zu werden und erfolglose Probetrainings beim KFC Uerdingen 05 und beim SKN St. Pölten absolviert hatte, wechselte er im Jänner 2019 nach einem halben Jahr ohne Verein ein zweites Mal nach Deutschland, wo er sich dem Zweitligisten FC Erzgebirge Aue anschloss, bei dem er einen bis Juni 2019 laufenden Vertrag erhielt. Sein erstes Spiel für Aue in der 2. Bundesliga absolvierte er im Februar 2019, als er am 22. Spieltag der Saison 2018/19 gegen den FC St. Pauli in der 88. Minute für Pascal Testroet eingewechselt wurde. Im März 2019 erzielte er bei einem 2:1-Sieg gegen den SC Paderborn 07 sein erstes Tor für Aue in der 2. Bundesliga. Im April 2019 verlängerte er seinen auslaufenden Vertrag in Aue bis Juni 2020 und bereits ein halbes Jahr später bis zum Jahr 2023. Ende August 2021 einigte er sich mit dem Verein auf eine Vertragsauflösung.
Nach einem halben Jahr ohne Klub wechselte Zulechner im Jänner 2022 zum Drittligisten Hallescher FC, bei dem er einen bis Juni 2022 laufenden Vertrag unterschrieb. Für den HFC absolvierte er elf Spiele in der 3. Liga. Nach seinem Vertragsende verließ er Halle nach der Saison 2021/22 wieder.

#### Wechsel nach Norwegen, vorläufiges Karriereende und Neustart in der Unterklassigkeit
Nachdem er in der regulären Transferphase keinen neuen Verein gefunden hatte, wechselte Zulechner im September 2022 nach Norwegen zum Erstligisten Odds BK. Für Odd kam er nur zweimal in der Eliteserien zum Einsatz, bereits nach der Saison 2022 verließ er den Verein wieder. Anschließend war Zulechner für erneut ein Halbjahr vereinslos, ehe er im Juni 2023 seine Karriere vorläufig beendete und Jugendtrainer im AFW Waidhofen wurde. Im Jänner 2024 schloss sich Zulechner dem Sechstligisten SG Waidhofen/Ybbs an, um mit den Reformationsstädtern den Meistertitel in der Gebietsliga West zu holen.
Am 2. Februar 2024 gab Zulechner via Instagram bekannt, dass er bereits im Oktober 2023 einen Lehrgang zum B Lizenz Trainer (UEFA B Level) beim DFB erfolgreich absolviert hat.

### Nationalmannschaft
Zulechner gab sein Debüt in der österreichischen Nationalmannschaft am 19. November 2013 beim 1:0-Sieg im Freundschaftsspiel gegen die USA. Teamchef Marcel Koller schickte ihn in der 85. Spielminute anstelle von Lukas Hinterseer aufs Feld.

## Erfolge
- Österreichischer Cup-Sieger: 2018